# ملخاص (هوراند)
ملخاص یکی از روستاهای استان آذربایجان شرقی است که در دهستان دودانگه بخش مرکزی شهرستان هوراند واقع شده است. این روستا به علت صعب العبور بودن فاقد هرگونه امکانات زیربنایی از جمله آب و برق و تلفن و راه دسترسی مناسب بوده و ساکنان آن، با پای پیاده و به سختی نیازهای خود را از روستاهای همجوار پشتاب و چیناب تهیه می‌کنند. این روستا ۶۲ نفر جمعیت دارد.